# Interior (Dakota Południowa)
Interior – miasto w Stanach Zjednoczonych, w stanie Dakota Południowa, w hrabstwie Jackson.